# Momentive Performance Materials
Die Momentive Performance Materials Inc. ist ein US-amerikanisches Chemieunternehmen mit Hauptsitz in Waterford, US-Bundesstaat New York. Das Unternehmen ist der weltweit zweitgrößte Hersteller von Silikon und Silikon-Derivaten und einer der weltweit führenden Hersteller und Entwickler von Quarz und Spezialkeramik. Der Konzern betreibt 24 Produktionsstätten in Europa, Amerika und Asien und vertreibt seine Produkte weltweit. In Deutschland ist Momentive in Geesthacht und Leverkusen ansässig.
Momentive ist eine indirekte hundertprozentige Tochtergesellschaft der MPM Holdings Inc. Sie ging im Dezember 2006 aus dem Verkauf von GE Advanced Materials und dessen Joint Ventures GE Bayer Silicones und GE Toshiba Silicones an Apollo Management hervor, nachdem GE vorher die Anteile der jeweiligen Partner übernommen hatte. Erster Chief Executive Officer und Präsident war Jack Boss. Das Unternehmen hat etwa 5.000 Mitarbeiter und erzielte 2017 einen Umsatz von 2,3 Milliarden US-Dollar und einen Jahresüberschuss von 293 Millionen US-Dollar.
Silikon-Materialien von Momentive finden Anwendung in verschiedenen Branchen, wie beispielsweise Automobil, Elektronik, Körperpflege, Backformen, Konsumgüter, Luft- und Raumfahrt sowie im Bauwesen. Darüber hinaus stellt das Unternehmen Grundstoffe wie Siloxanpolymere und verschiedene Additive, darunter Silane, Spezialflüssigkeiten und Urethanadditive her.
Zudem produziert, verkauft und vertreibt Momentive hochreine Quarz- und Keramikmaterialien, diese finden unter anderem Anwendung bei der Herstellung von Halbleitern.